# ホワイト・ストーム
『ホワイト・ストーム』（原題：掃毒2 天地對決、英題：The White Storm 2 - Drug Lords）は、2019年の香港・中国合作映画。監督はハーマン・ヤウ。主演はアンディ・ラウ、ルイス・クー、ミウ・キウワイ。
『レクイエム 最後の銃弾』（原題：掃毒、英題：The White Storm）の続編として作られたが、物語は前作と関係なく、登場人物も一新されている。2021年にはさらなる続編的作品として、シリーズ第3弾『ホワイト・ストーム 世界の涯て』（原題：掃毒3人在天涯）が製作され、2023年7月27日に香港公開。そちらも共通しているのは題材とテーマのみで、設定・登場人物・ストーリーなどの関連性は全くない。

## キャスト
- ユー・シュンティン（ティン）：アンディ・ラウ
- フォン・ジャンゴック（“地蔵”）：ルイス・クー
- ラム刑事：ミウ・キウワイ
- ミシェル：カリーナ・ラム
- メイ：クリッシー・チャウ
- ：ケント・チェン
- ：ラム・カートン